# Lizzi Holzschuh
Lizzi Holzschuh (* 3. Januar 1908 in Wien, Österreich-Ungarn; † 23. Juli 1979 Baden bei Wien) war eine österreichische Filmschauspielerin und Sängerin (Soubrette).

## Leben
Mit 24 Jahren erhielt Lizzi Holzschuh ihre erste Filmrolle in dem österreichischen Streifen Lumpenkavaliere (1932) unter der Regie von Carl Boese und an der Seite von Harald Madsen und Karl Farkas. 1934 erzielte sie dann in der Rolle der Verkäuferin Mizzi neben Willy Fritsch, Hans Moser und Adele Sandrock in der UFA Produktion Die Töchter ihrer Exzellenz den Durchbruch. Von da an sah man Lizzi Holzschuh in zahlreichen Filmen der 1930er Jahre. In den beiden österreichischen Filmen Himmel auf Erden (1935) und Unsterbliche Melodien (1935) war ihr Name im Vorspann bereits allein stehend und fett gedruckt.
Willi Forst holte sie im Jahre 1944 in seinen beachteten Film Wiener Mädeln, in dem zahlreiche Größen des deutschen und österreichischen Kinogeschäfts mitwirkten. Der Film war ein sogenannter „Überläufer“. Die Filmaufnahmen wurden im Herbst 1944 beendet, der Film aber erst 1948/1949 geschnitten und fertiggestellt. Die Uraufführung fand am 19. August 1949 in Ost-Berlin statt. Holzschuh stand 1944 in der Gottbegnadeten-Liste des Reichsministeriums für Volksaufklärung und Propaganda.
Ihre Grabstelle befindet sich auf dem Helenenfriedhof in Baden bei Wien.

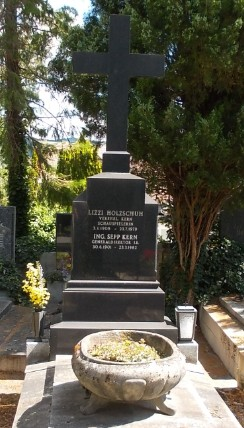
Grabstätte von Lizzi Holzschuh

## Filmografie (Auswahl)
- 1932: Lumpenkavaliere
- 1933: Mein Liebster ist ein Jägersmann (Unser Kaiser)
- 1934: Die Töchter Ihrer Exzellenz
- 1934: Der Vetter aus Dingsda
- 1934: Der Herr ohne Wohnung
- 1934: Da stimmt was nicht
- 1935: Der Himmel auf Erden
- 1935: Wer wagt – gewinnt
- 1936: Rendezvous in Wien
- 1936: Die Puppenfee
- 1937: Zauber der Bohème
- 1938: Rote Rosen – blaue Adria
- 1939: Sprung ins Glück
- 1940: Falstaff in Wien
- 1943: Das Ferienkind
- 1943: Reisebekanntschaft
- 1944: In flagranti
- 1944/49: Wiener Mädeln
- 1954: Weg in die Vergangenheit
- 1958: Heiratskandidaten
- 1959: Traumrevue
- 1962: Lang, lang ist’s her (Fernsehfilm)
- 1964: Weekend im Exil (Fernsehfilm)